# الخوف من السقوط

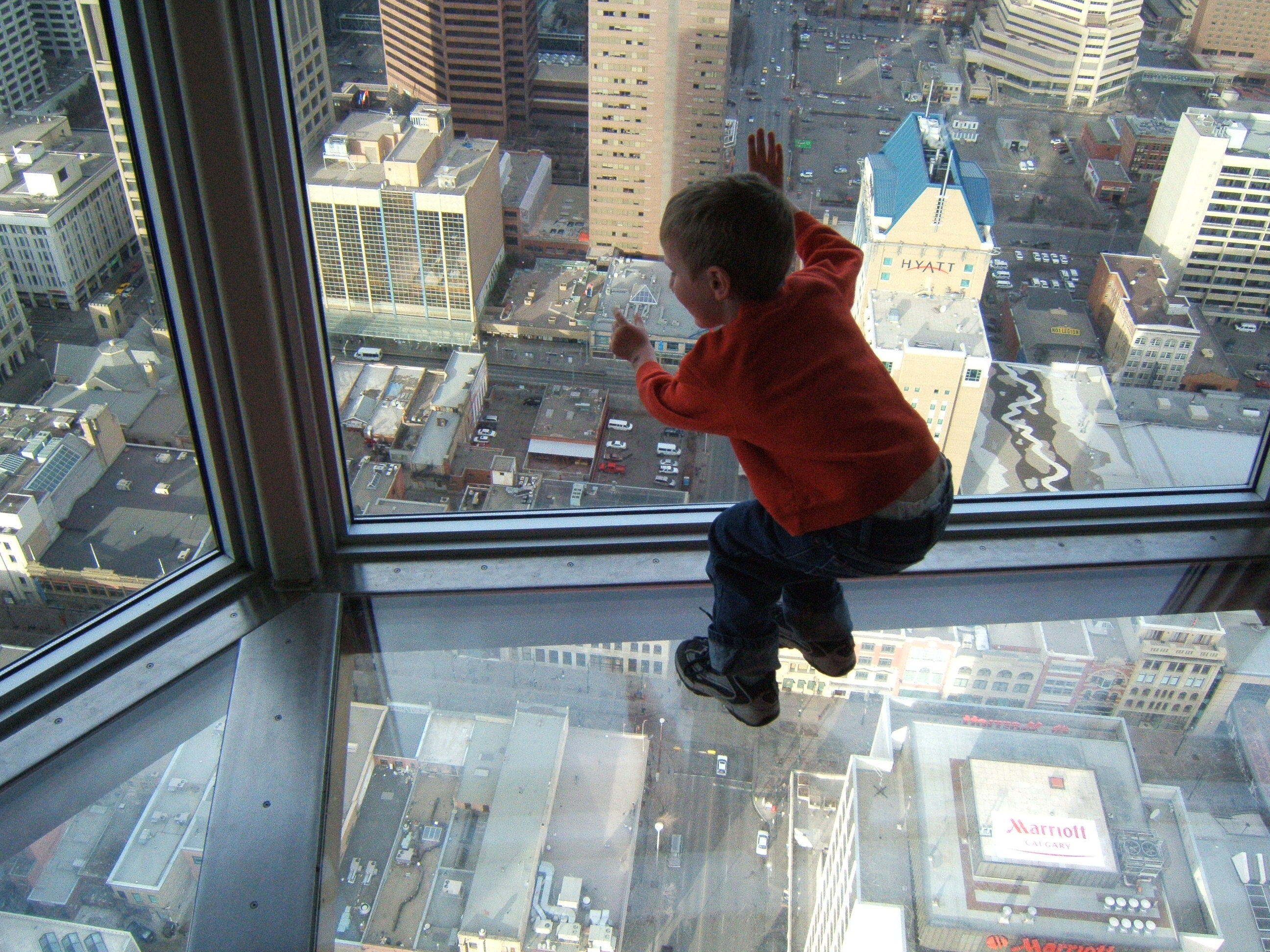
350 قدمًا فوق شوارع كالغاري

الخوف من السقوط ويسمى أيضًا برهاب المشي هو خوف طبيعي ويصيب معظم البشر والثدييات من الحيوانات مع تفاوت في درجة شدتة، ويختلف عن رهاب المرتفعات (الخوف من المرتفعات) على الرغم من أن كلاهما مرتبطان ارتباطًا وثيقًا، يشمل الخوف من السقوط على القلق المصاحب لشعور واحتمالية الآثارالخطيرة التي تنجم عن السقوط، على عكس الارتفاعات بحد ذاتها، ويمكن القول بأن أولئك الذين لديهم خوف قليل من السقوط لديهم القدرة على تحمل المرتفعات، ويرتبط رهاب المشي أحيانا مع اللاوقوفية - تعذر المشي، الخوف من المشي / الوقوف المستقيم. 

## لدى البشر

### الرضع
أشارت الدراسات التي قام بها علماء النفس اليانور ج. وريتشارد د. بأن المشي شرح طبيعة هذا الخوف، وفي أحد أشهر دراستهم وهو «الجرف البصري» كان وصفهم للجرف كالتالي: 
... وُضعت صفيحة كبيرة من الزجاج الثقيل بارتفاع قدم أو أكثر فوق سطح الأرض، ووُضعت ورقة في أحد جانبي هذا اللوح لخامة منقوشة ملتصقة بالجهة السفلية للزجاج، تضفي على لزجاج مظهرًا أكثر صلابة، ووُضعت ورقة في الجانب الثاني لنفس الخامة ولكنها موضوعة على سطح الأرض، وبالتالي يمثل الجانب الثاني من اللوح الجرف البصري.
أجروا اختبار على ستة وثلاثين رضيعًا في تجاربهم، تتراوح اعمارهم بين 6 إلى ثلاثة عشر شهرًا، وجد جيبسون ووالك بأنه عندما وضع الرضع على اللوح، فإن 27 من الرضع قامو بالزحف على الجانب الأقل عمقًا بعد مناداة أمهاتهم لهم (زحف 27 رضيعا أو بدأ بالزحف 27 رضيعا), غامر ثلاثة فقط حبوًا على حافة الجرف، وزحف العديد من الرضع بعيدًا عن أمهاتهم الاتي كن ينادينهم في نهاية الجرف وأخذ معضمهم بالبكاء لعدم قدرتهم على الوصول لامهاتهم دون عبور الهوة الواضحة، ويضرب البعض منهم على الزجاج من الناحية العميقة، ولكن رغم التأكد لا يزحفون على الزجاج، على الرغم من أن هذه النتائج لم تتمكن من إثبات أن هذا الخوف فطري، إلا أنها تشير إلى أن معظم البشر الرضع لديهم تصور عمق متطورة جدا وقدرة على الربط بين العمق والخطر المرتبط بالسقوط.

### كبار السن
أعتقد الناس لوقت طويلًا بأن الخوف من السقوط هو مجرد نتيجة للصدمة النفسية من السقوط، وتسمى أيضا «متلازمة ما بعد السقوط», ذكر مورفي واساكس هذه المتلازمة لأول مرة عام 1982، حين لاحظوا إصابة الاشخاص القادرين على السير بعد السقوط بالخوف الشديد واضطرابات المشي،  ويعد الخوف من السقوط أحد الأعراض الرئيسية لهذه المتلازمة، منذ ذلك الوقت عُرف الخوف من السقوط كمشكلة صحية محددة بين المراهقين الأكبر سنًا، شاع الخوف من السقوط بالرغم من ذلك بين كبار السن الذين لم يخوضوا تجربة السقوط بعد.
 يبدو أن انتشار الخوف من السقوط يزداد مع التقدم في السن ويشيع لدى النساء أكثر من الرجال، ويظل العمر كبيرا في العديد من تحليلات الانحدار اللوجستي، وأظهرت نتائج دراسات مختلفة أن نوع الجنس عامل خطر كبير للخوف من السقوط إلى حد ما، وتشمل عوامل الخطر الأخرى للخوف من السقوط لدى كبار السن الدوخة، والوضع الصحي ذاتي تصنيف، والاكتئاب، ومشاكل المشي والتوازن. 

## لدى الحيوانات
وتدعم دراسات المواضيع غير البشرية النظرية القائلة بأن السقوط هو خوف فطري، أجرى جيبسون وواك تجارب مماثلة مع الكتاكيت والسلاحف والجرذان والأطفال والحملان والقطط والجراء، وكانت النتائج مماثلة لتلك التي لدى الرضع الإنسان، على الرغم من أن كل حيوان تصرف بشكل مختلف قليلا وفقا لخصائص فصيلة كل منهم.
تم اختبار الكتاكيت بعد أقل من 24 ساعة من ولادتهم، ووقد اثبت الاختبار أن تصور العمق يتطور بسرعة في الدجاج، حيث أن الكتاكيت لم تقترف أبدا «خطأ» المشي على الجانب «العميق» من الهاوية، تم اختبار الأطفال والحملان أيضا بمجرد أن تمكنوا من الوقوف على بأنفسهم، ولم يعبر خلال التجربة أي من الماعز أو الضأن على زجاج الجانب العميق، وأظهرت الحيوانات سلوك مماثل من خلال إتخاذهم موقفًا دفاعيًا حيث تصبح أقدامهم الأمامية جامدة وتعرج ساقيهم الخلفية، ودفعت الحيوانات في حالة جمودهم هذه إلى الأمام عبر الزجاج إلى أن عبرت رؤوسهم ومجال رؤيتهم الحافة الصلبة من الجانب الآخر من الهاوية، ومن ثم تمكنت الماعز والحملان من الاسترخاء والمضي قدما بالقفز إلى الأمام على سطحه، وبناءً على نتا~ج اختبار الحيوانات، فإنه قد غرس الخطر والخوف من السقوط في الحيوانات في سن مبكرة جدًا.

## العوامل المؤثرة على الخوف من السقوط

### التحكم في وضعية الجسد
وظيفة نظام التحكم بوضعية الجسد: يضمن الحفاظ على التوازن من خلال تثبيت الجسد ضد الجاذبية، ويثبت إتجاه أطراف الجسد ووضعيتها، حيث يعمل كهيكل إسنادي للإدراك والحركة بشكل يتماشى مع العالم الخارجي، ويعتمد التحكم في الوضعية على عملية تعدد الشعور والجهاز الحركي التلقائي واللاإرادي، وقد أظهرت الدراسات بأن الناس الذين يخافون من الارتفاعات أو السقوط يعانون من ضعف في سيطرة على وضعية الجسد، وخاصة في حال فقدان الإشارات البصرية القوية، ويعتمد هؤلاء الأشخاص بشكل كبير على الرؤية لتنظيم وضعية جسدهم وتوازنه، وفي حال الأماكن العالية أو غير المستقرة، يستشعر النظام الدهليزي في هؤلاء الأشخاص عدم الإستقرار ويحاول إصلاح ذلك من خلال زيادة تأرجح الجسد ليعيد تنشيط ردة فعل الإتزان البصري (يشير تأرجح الجسد إلى ظاهرة النزوح المستمر وتصحيح وضعية الجسد وفقًا لمركز الجاذبية ضمن قاعدة الدعم), والذي كثيرا ما يفشل، ويؤدي إلى الشعور بعدم الاستقرار والقلق المتزايدان اللذان يعبران دائمًا بالخوف.

### دوار المرتفعات
يرتبط الإحساس بالدوار ارتباطا وثيقًا بالتحكم في وضعية الجسد: تنشأ إشارة تحذير عن فقدان السيطرة على وضعية الجسد عندما تصبح المسافة بين الشخص والأشياء الثابتة المرئية كبيرة جدا، والناتجة عن خلل وظيفي للنظام الدهليزي في الأذن الداخلية، وهو باختصار الشعور بالحركة بينما يكون الشخص في وضع ثابت، وتشمل أعراض الدوار الدوخة، والغثيان، والتقيؤ، وضيق في التنفس، وفقدان القدرة على المشي أو الوقوف، يعتمد بعض الأشخاص أكثر على الإشارات البصرية للسيطرة على وضعية أجسادهم من غيرهم، وتنشأ الأحاسيس الدهليزية عندما يتم اكتشاف معلومات غير سليمة على طول القنوات الحسية (ويحدث ذلك حتى لمن يكون لديه وظائف دهليزية طبيعية) ويمكن أن تنتج مشاعر الدوار للأشخاص الذين يعانون من مشاكل في التحكم بالوضع الجسدي.

### انزعاج المسافة والحركة
أظهرت الدراسات أن الأشخاص الذين يعانون من رهاب المرتفعات و/أو الخوف الشديد من السقوط، يصنفون بدرجات أعلى من انزعاج المسافة والحركة أو SMD, أثارت المعلومات البصرية أو الحركية، والتي هي غير كافية للتوجه المكاني الطبيعي، هذه الأعراض الجسدية، وينشأ انزعاج المسافة والحركة عند اكتشاف معلومات متناقضة بين القنوات الحسية البصرية والحركية والحركية الدهليزية، دعمت الأدلة إدعاء بأن المرضى الذين يعانون من القلق وانزعاج المسافة والحركة يعتمدون بشكل أكبر على الإشارات البصرية لتغيرات وضعية الجسد.

## السقوط في الأحلام

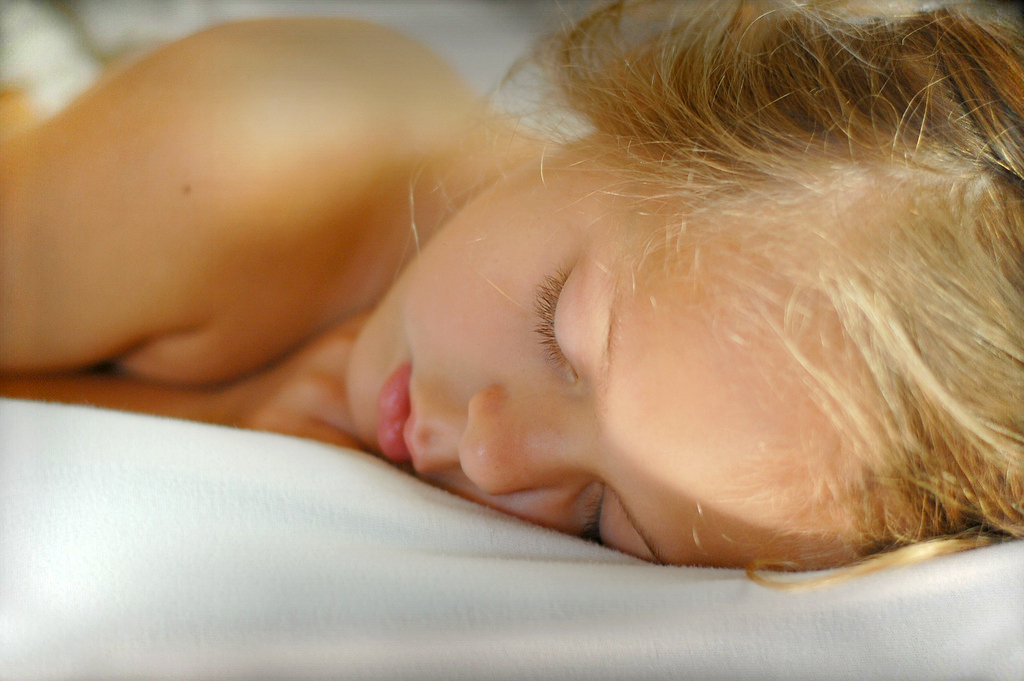
طفل نائم – يكثر حدوث السقوط في الأحلام

تصنف أحلام السقوط وفقا لتفسير أحلام «سيغموند فرويد» تحت فئة «الأحلام النموذجية»، وهذا يعني أنها «الأحلام نفسها التي حلم بها الجميع تقريبا والتي اعتُبر بأن لها ذات المعنى للجميع» وفي دراسة حديثة، «الأحلام النموذجية لطلاب الجامعة الكندية»، تم التحقيق في الأحلام المشتركة من خلال إعداد استبيان الأحلام النموذجية، وأكدت النتائج أن الأحلام النموذجية تتناغم مع الزمن والمنطقة والجنس، ويمكن اعتبار بعض المواضيع شبه عالمية: السقوط (73.8٪ معدل انتشاره)، والتحلق أو الارتفاع في الهواء (48.3٪), والسباحة (34.3٪), في عام 1967، نشر شاول وكورتيس ورقة بعنوان «شكل وقوة الاندفاع في أحلام السقوط وأحلام الأخرى من هذا النوع», يشير شاول وكورتيس بأنه يمكن أن يكون لأحلام السقوط معان مختلفة، مثل الإحساس بالنوم، وترميز لخطر السقوط الحقيقي من السرير، وإعادة لتجارب سقوط مروعة سبق وأن وقعت أو الشعور بالسقوط من ذراعين الوالدين خلال مرحلة الطفولة والولادة، الطموع أو رفض المسؤوليات، أو تجارب في الحياة كالطيران بالطائرة، وقد اقتبسوا قول مؤلف آخر وهو غوثيل (1951)، والذي يقترح مجموعة من معاني ممكنة تندرج تحت الفكرة العامة لفقدان التوازن (العقلي), والتي تشمل عدم القرة على التحكم بالانفعالات، وعدم القدرة على ضبط النفس، والإذعان، وانحدار المعايير الأخلاقية المقبولة أو فقدان الوعي، وقد أوضحت الدراسات التي أجريت في السنوات الأخيرة على أنماط الأحلم لمجموعة من 685 طالبا في المدارس الثانوية، في ميلانو، كثيرًا ما يرتبط الخوف في الأحلام بالسقوط، في حين ترتبط السعادة بالطيران، والمفاجأة مع التوقف عن الحركة والحركة العمودية كالأحلام التي تحتوي (تسلق، النزول، سلم)

## العلاج الإعلامي
في فيلم دوار ألفريد هيتشكوك، الذي لعبه جيمس ستيوارت فيه دور البطل، وكان يجب على البطل أن يعتزل من قوات الشرطة بعد الحادثة التي أدت إلى تطوير كل من رهاب المرتفعات والدوار، وأصيب بحالة إغماء في بداية الفيلم أثناء صعوده سلم، وهناك مصادر متعددة طوال الفيلم للخوف من المرتفعات والسقوط.

## ألقي نظرة على
- هلع المرتفعات
- زعيم المرتفعات
- قائمة من أمراض الرهاب
- الدوار